# HD 185467
HD 185467，又名CD-2315625，SAO 188419、HR 7473，是一颗恒星，视星等为5.97，位于銀經16.43，銀緯-20.7，其B1900.0坐标为赤經19h 34m 6.5s，赤緯-23° -25.′ 42.89″。